# Valse Sinistre
Valse Sinistre ist ein Jazzalbum von Billy Drummond & Freedom of Ideas. Die am 6. November 2021 in den Rudy Van Gelder Studios in Englewood Cliffs, New Jersey entstandenen Aufnahmen erschienen am 5. August 2022 auf dem Label Cellar Live. Valse Sinistre wurde von Jeremy Pelt im Rahmen seiner laufenden Partnerschaft mit der Cellar Music Group produziert.

## Hintergrund
Der Posaunist Grachan Moncur III starb am 3. Juni 2022, an seinem 85. Geburtstag, und Billy Drummond und seine Band – der Saxophonist Dayna Stephens, der Bassist Dezron Douglas und der Pianist Micah Thomas – hatten ein halbes Jahr zuvor auf ihrem Album eine der bekanntesten Kompositionen von Moncur aufgenommen, „Frankenstein“, ursprünglich auf Jackie McLeans Album One Step Beyond von 1964 enthalten. Valse Sinistre ist Drummonds erstes Album als Bandleader seit 1996 (Dubai, Criss Cross); er gilt als gefragter Schlagzeuger, der seit seinem Aufnahmedebüt im Jahr 1989 bei weit über 200 Sessions gespielt hat, schrieb Phil Freeman.
Auf seiner eigenen Produktion ist Drummond (Jahrgang 1959) in einer Art Blakey ähnlichen Position und führt eine Gruppe jüngerer Spieler unter anderem durch Bebop-Klassiker („Little Melonae“), die Ballade „Laura“ von David Raskin (1944) und „Valse Sinistre“, eine selten gespielte Komposition von Carla Bley, ursprünglich in ihrem Album Social Studies von 1981 enthalten. Weitere Stücke stammen von den Pianisten Stanley Cowell und Frank Kimbrough sowie dem Schlagzeuger Tony Williams, zwei weitere von Mitgliedern der Band. „Changes for Trane & Monk“ ist die einzige Komposition von Billy Drummond; es huldige den Akkordwechseln von John Coltrane und den eingängigen Melodien von Thelonious Monk.

## Titelliste
- Billy Drummond & Freedom of Ideas: Valse Sinistre (Cellar Live)

1. Little Melonae (Jackie McLean) 4:56
2. Never Ends (Micah Thomas) 7:00
3. Valse Sinistre (Carla Bley) 6:12
4. Laura (David Raskin) 3:29
5. Frankenstein (Grachan Moncur III) 5:18
6. Changes for Trane & Monk (Drummond) 3:15
7. Clara’s Room (Frank Kimbrough) 5:50
8. Reconfirmed (Stanley Cowell) 4:22
9. Lawra (Tony Williams) 4:04

## Rezeption

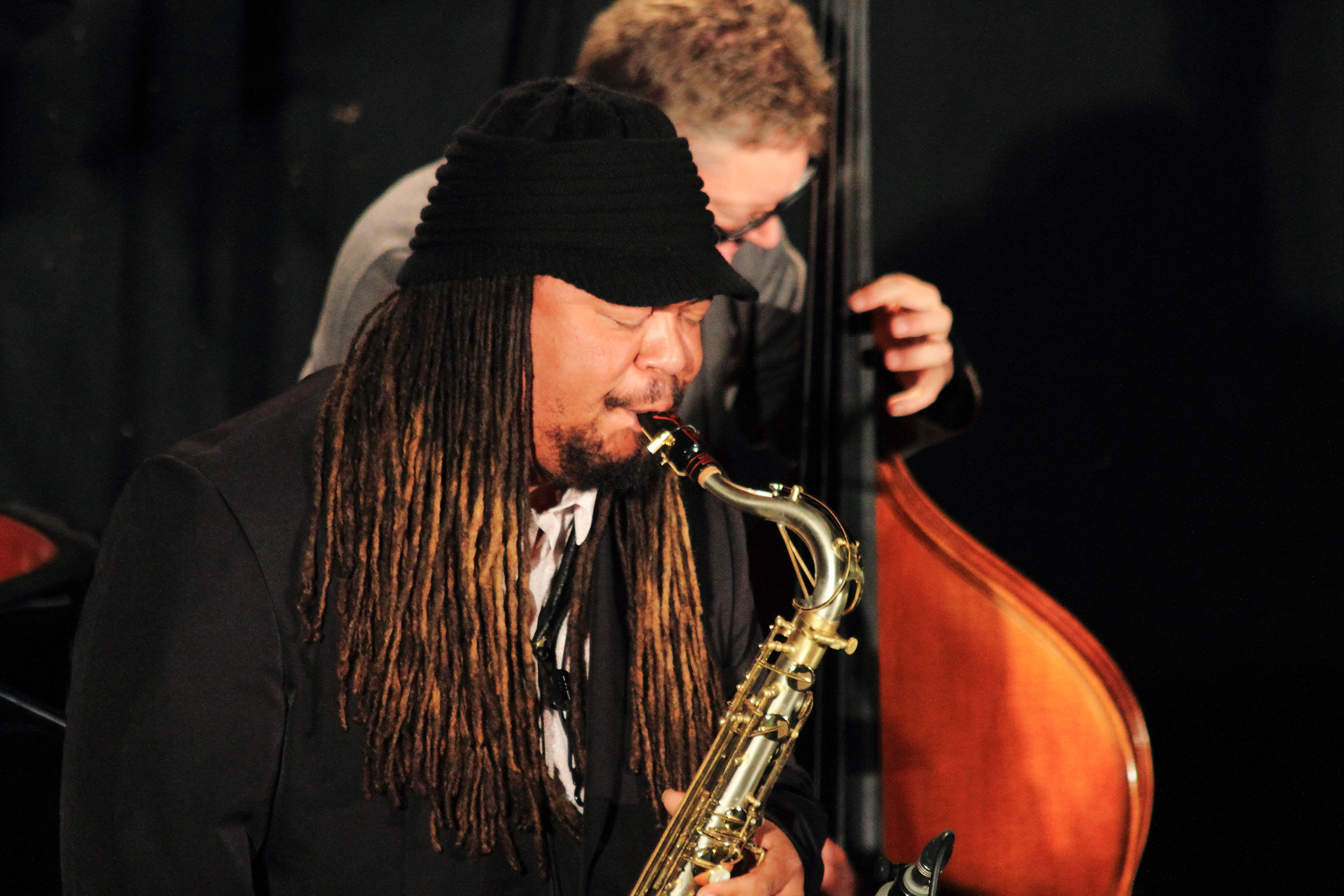
Dayna Stephens mit dem Al Foster Quartet beim INNtöne Jazzfestival 2016. Im Hintergrund Bassist Doug Weiss

Phil Freeman meinte in Ugly Beauty/Stereogum, Valse Sinistre sei ein großartiges Album. Auf Moncurs „Frankenstein“ behalte Drummond einen abgehackten, aber sich ständig bewegenden Rhythmus bei, während Saxophonist Stephens die fast an eine Schlangenbeschwörung erinnernde Melodie spiele und die weiteren Mitspieler, Thomas und Douglas die Lücken zwischen ihnen füllen würden.
Michael J. West schrieb in JazzTimes, Valse Sinistre sei so gut, dass es sich fast verantwortungslos anfühle. Drummond und sein Postbop-Quartett würden nicht nur aus allen Rohren feuern, sondern sich auch mit solch einer Waghalsigkeit spielen, dass man schreien möchte: „Seid ihr versichert?“. Und dies sei nur eine leichte Übertreibung, denn bereits ab Jackie McLeans „Little Melonae“ tanze die Band mit ihrem hoher Geschwindigkeit auf einem Drahtseil durch die komplexe Komposition.
Kevin Whitehead meinte im National Public Radio, auf Jackie McLeans „Little Melonae“ sei der Klang eines Schlagzeugers zu hören, der auf einem Ride-Becken den Takt halte, ein vertrauter Jazz-Marker, vielleicht sogar ein Jazz-Klischee. Einige Schlagzeuger, die den Takt halten, würden klingen, als wären sie auf Autopilot, selbsthypnotisiert, aber nicht die besten wie Billy Drummond. Sein Becken-Beat klinge lebhaft, abwechslungsreich und voll von vorbeiziehenden Kreuzrhythmen, der Sound eines Musikers, der sich voll und ganz auf alles einlasse, was um ihn herum passiert, und darauf reagiere. Der Bandleader würde nicht viele Solos nehmen, aber er brauche keine eigenständigen Gelegenheiten, um seine Fähigkeiten zu demonstrieren. Große Jazztrommler seien vielmehr Motivatoren, stacheln ihre Kameraden an und sorgen interaktiv dafür, dass alles swingt. Das leiste auch Micah Thomas am Piano. Die Wiederbelebung von Moncurs „Frankenstein“ aus dem Jahr 1963, eine Moll-Melodie mit ungewöhnlichen Akkordwechseln, sei die Art von unkonventioneller Wahl, die dazu beitrage, dieses Album zu einem Leckerbissen zu machen. Es sei nicht verwunderlich, dass ein Bandleader mit der Gewohnheit des aufmerksamen Zuhörens einige gute, alte Melodien hervorbringe, die andere Leute übersehen.